# Kroatien i olympiska sommarspelen 2012
Kroatien deltog i de olympiska sommarspelen 2012 som ägde rum i London i Storbritannien mellan den 27 juli och den 12 augusti 2012.

## Medaljörer (urval)
| Medalj | Namn                                                    | Sport      | Gren                 |
| ------ | ------------------------------------------------------- | ---------- | -------------------- |
| Guld   | Sandra Perković                                         | Friidrott  | Damernas diskus      |
| Guld   | Giovanni Cernogoraz                                     | Skytte     | Herrarnas trap       |
| Guld   | Kroatiens herrlandslag i vattenpolo                     | Vattenpolo | Herrarnas turnering  |
| Silver | David Šain Martin Sinković Damir Martin Valent Sinković | Rodd       | Herrarnas fyrsculler |

## Basket
- Huvudartikel: Basket vid olympiska sommarspelen 2012
- Damer

| \| \| Pos. \| Namn \| Ålder \| \| Klubb \| \| \| ---- \| ---------------------- \| ------------------ \| \| ----- \| \| \| \| Sandra Mandir (CRO) \| .. år (19XX-XX-XX) \| \| \| \| \| \| Andja Jelavić (CRO) \| .. år (19XX-XX-XX) \| \| \| \| \| \| Antonija Mišura (CRO) \| .. år (19XX-XX-XX) \| \| \| \| \| \| Lisa Ann Karcić (CRO) \| .. år (19XX-XX-XX) \| \| \| \| \| \| Emanuela Salopek (CRO) \| .. år (19XX-XX-XX) \| \| \| \| \| \| Marija Vrsaljko (CRO) \| .. år (19XX-XX-XX) \| \| \| \| \| \| Iva Ciglar (CRO) \| .. år (19XX-XX-XX) \| \| \| \| \| \| Ana Lelas (CRO) \| .. år (19XX-XX-XX) \| \| \| \| \| \| Iva Slišković (CRO) \| .. år (19XX-XX-XX) \| \| \| \| \| \| Mirna Mazić (CRO) \| .. år (19XX-XX-XX) \| \| \| \| \| \| Luca Ivanković (CRO) \| .. år (19XX-XX-XX) \| \| \| \| \| \| Jelena Ivezić (CRO) \| .. år (19XX-XX-XX) \| \| \| | Förbundskapten(-er): (?)                     |                        |                    |  |       |
| \| \| Pos. \| Namn \| Ålder \| \| Klubb \| \| \| ---- \| ---------------------- \| ------------------ \| \| ----- \| \| \| \| Sandra Mandir (CRO) \| .. år (19XX-XX-XX) \| \| \| \| \| \| Andja Jelavić (CRO) \| .. år (19XX-XX-XX) \| \| \| \| \| \| Antonija Mišura (CRO) \| .. år (19XX-XX-XX) \| \| \| \| \| \| Lisa Ann Karcić (CRO) \| .. år (19XX-XX-XX) \| \| \| \| \| \| Emanuela Salopek (CRO) \| .. år (19XX-XX-XX) \| \| \| \| \| \| Marija Vrsaljko (CRO) \| .. år (19XX-XX-XX) \| \| \| \| \| \| Iva Ciglar (CRO) \| .. år (19XX-XX-XX) \| \| \| \| \| \| Ana Lelas (CRO) \| .. år (19XX-XX-XX) \| \| \| \| \| \| Iva Slišković (CRO) \| .. år (19XX-XX-XX) \| \| \| \| \| \| Mirna Mazić (CRO) \| .. år (19XX-XX-XX) \| \| \| \| \| \| Luca Ivanković (CRO) \| .. år (19XX-XX-XX) \| \| \| \| \| \| Jelena Ivezić (CRO) \| .. år (19XX-XX-XX) \| \| \| | Positioner: G - Guard C - Center F - Forward |                        |                    |  |       |
| \| \| Pos. \| Namn \| Ålder \| \| Klubb \| \| \| ---- \| ---------------------- \| ------------------ \| \| ----- \| \| \| \| Sandra Mandir (CRO) \| .. år (19XX-XX-XX) \| \| \| \| \| \| Andja Jelavić (CRO) \| .. år (19XX-XX-XX) \| \| \| \| \| \| Antonija Mišura (CRO) \| .. år (19XX-XX-XX) \| \| \| \| \| \| Lisa Ann Karcić (CRO) \| .. år (19XX-XX-XX) \| \| \| \| \| \| Emanuela Salopek (CRO) \| .. år (19XX-XX-XX) \| \| \| \| \| \| Marija Vrsaljko (CRO) \| .. år (19XX-XX-XX) \| \| \| \| \| \| Iva Ciglar (CRO) \| .. år (19XX-XX-XX) \| \| \| \| \| \| Ana Lelas (CRO) \| .. år (19XX-XX-XX) \| \| \| \| \| \| Iva Slišković (CRO) \| .. år (19XX-XX-XX) \| \| \| \| \| \| Mirna Mazić (CRO) \| .. år (19XX-XX-XX) \| \| \| \| \| \| Luca Ivanković (CRO) \| .. år (19XX-XX-XX) \| \| \| \| \| \| Jelena Ivezić (CRO) \| .. år (19XX-XX-XX) \| \| \| | Spelarnas åldrar och klubb per 27 juli 2012. |                        |                    |  |       |
| | Pos.                                         | Namn                   | Ålder              |  | Klubb |
| |                                              | Sandra Mandir (CRO)    | .. år (19XX-XX-XX) |  |       |
| |                                              | Andja Jelavić (CRO)    | .. år (19XX-XX-XX) |  |       |
| |                                              | Antonija Mišura (CRO)  | .. år (19XX-XX-XX) |  |       |
| |                                              | Lisa Ann Karcić (CRO)  | .. år (19XX-XX-XX) |  |       |
| |                                              | Emanuela Salopek (CRO) | .. år (19XX-XX-XX) |  |       |
| |                                              | Marija Vrsaljko (CRO)  | .. år (19XX-XX-XX) |  |       |
| |                                              | Iva Ciglar (CRO)       | .. år (19XX-XX-XX) |  |       |
| |                                              | Ana Lelas (CRO)        | .. år (19XX-XX-XX) |  |       |
| |                                              | Iva Slišković (CRO)    | .. år (19XX-XX-XX) |  |       |
| |                                              | Mirna Mazić (CRO)      | .. år (19XX-XX-XX) |  |       |
| |                                              | Luca Ivanković (CRO)   | .. år (19XX-XX-XX) |  |       |
| |                                              | Jelena Ivezić (CRO)    | .. år (19XX-XX-XX) |  |       |

- Gruppspel

| Lag      | S | V | O | F | GM  | IM  | MS   | P  |
| -------- | - | - | - | - | --- | --- | ---- | -- |
| USA      | 5 | 5 | 0 | 0 | 462 | 279 | +183 | 10 |
| Turkiet  | 5 | 4 | 0 | 1 | 343 | 316 | +27  | 9  |
| Kina     | 5 | 3 | 0 | 2 | 346 | 363 | −17  | 8  |
| Tjeckien | 5 | 2 | 0 | 3 | 346 | 332 | +14  | 7  |
| Kroatien | 5 | 1 | 0 | 4 | 324 | 379 | −55  | 6  |
| Angola   | 5 | 0 | 0 | 5 | 243 | 395 | −152 | 5  |

|  | 28 juli 2012 | USA | 81–56 | Kroatien | Basketball Arena, London |  |
|  |              |     |       |          |                          |  |
|  |              |     |       |          |                          |  |
|  |              |     |       |          |                          |  |

|  | 30 juli 2012 | Kroatien | 58–83 | Kina | Basketball Arena, London |  |
|  |              |          |       |      |                          |  |
|  |              |          |       |      |                          |  |
|  |              |          |       |      |                          |  |

|  | 1 augusti 2012 | Kroatien | 70–89 | Tjeckien | Basketball Arena, London |  |
|  |                |          |       |          |                          |  |
|  |                |          |       |          |                          |  |
|  |                |          |       |          |                          |  |

|  | 3 augusti 2012 | Angola | 56–75 | Kroatien | Basketball Arena, London |  |
|  |                |        |       |          |                          |  |
|  |                |        |       |          |                          |  |
|  |                |        |       |          |                          |  |

|  | 5 augusti 2012 | Kroatien | 65–70 | Turkiet | Basketball Arena, London |  |
|  |                |          |       |         |                          |  |
|  |                |          |       |         |                          |  |
|  |                |          |       |         |                          |  |

## Bordtennis
- Huvudartikel: Bordtennis vid olympiska sommarspelen 2012

| Spelare         | Gren   | Inledande omgång     | Runda 1               | Runda 2                | Runda 3               | Runda 4                | Kvartsfinal          | Semifinal            | Final                | Final            |
| Spelare         | Gren   | Motståndare Resultat | Motståndare Resultat  | Motståndare Resultat   | Motståndare Resultat  | Motståndare Resultat   | Motståndare Resultat | Motståndare Resultat | Motståndare Resultat | Placering        |
| --------------- | ------ | -------------------- | --------------------- | ---------------------- | --------------------- | ---------------------- | -------------------- | -------------------- | -------------------- | ---------------- |
| Andrej Gaćina   | Singel | BYE                  | BYE                   | J Persson (SWE) W 4–0  | A Shibaev (RUS) W 4–3 | C-y Chuang (TPE) L 2–4 | Gick inte vidare     | Gick inte vidare     | Gick inte vidare     | Gick inte vidare |
| Zoran Primorac  | Singel | BYE                  | BYE                   | E-s Lashin (EGY) L 3–4 | Gick inte vidare      | Gick inte vidare       | Gick inte vidare     | Gick inte vidare     | Gick inte vidare     | Gick inte vidare |
| Cornelia Molnar | Singel | BYE                  | Zhang (USA) W 4–0     | Kim J (PRK) L 1–4      | Gick inte vidare      | Gick inte vidare       | Gick inte vidare     | Gick inte vidare     | Gick inte vidare     | Gick inte vidare |
| Tian Yuan       | Singel | BYE                  | Rodriguez (CHI) W 4–0 | Póta (HUN) L 1–4       | Gick inte vidare      | Gick inte vidare       | Gick inte vidare     | Gick inte vidare     | Gick inte vidare     | Gick inte vidare |

## Brottning
- Huvudartikel: Brottning vid olympiska sommarspelen 2012

Herrar, grekisk-romersk stil
| Brottare    | Gren   | Kvalomgång           | Åttondelsfinal       | Kvartsfinal          | Semifinal            | Återkval 1           | Återkval 2           | Final / brons        | Final / brons |
| Brottare    | Gren   | Motståndare Resultat | Motståndare Resultat | Motståndare Resultat | Motståndare Resultat | Motståndare Resultat | Motståndare Resultat | Motståndare Resultat | Placering     |
| ----------- | ------ | -------------------- | -------------------- | -------------------- | -------------------- | -------------------- | -------------------- | -------------------- | ------------- |
| Neven Žugaj | -74 kg | Talba (EGY) W 3–0    | Ahmadov (AZE) L 0–3  | Gick inte vidare     | Gick inte vidare     | Gick inte vidare     | Gick inte vidare     | Gick inte vidare     | 10            |
| Nenad Žugaj | -84 kg | BYE                  | Gaber (EGY) L 1–3    | Gick inte vidare     | Gick inte vidare     | Noumonvi (FRA) L 0–3 | Gick inte vidare     | Gick inte vidare     | 14            |

## Cykling
- Huvudartikel: Cykling vid olympiska sommarspelen 2012

Herrar
| Cyklist           | Gren      | Tid     | Placering |
| ----------------- | --------- | ------- | --------- |
| Kristijan Đurasek | Linjelopp | 5:46:37 | 68        |
| Radoslav Rogina   | Linjelopp | 5:46:37 | 41        |

## Friidrott
- Huvudartikel: Friidrott vid olympiska sommarspelen 2012

Förkortningar
- Notera – Placeringar gäller endast den tävlandes eget heat
- Q = Kvalificerade sig till nästa omgång via placering
- q = Kvalificerade sig på tid eller, i fältgrenarna, på placering utan att ha nått kvalgränsen
- NR = Nationellt rekord
- N/A = Omgången inte möjlig i grenen
- Bye = Idrottaren behövde inte delta i omgången

Herrar
Fältgrenar
| Idrottare          | Gren           | Kval  | Kval      | Final            | Final            |
| Idrottare          | Gren           | Längd | Placering | Längd            | Placering        |
| ------------------ | -------------- | ----- | --------- | ---------------- | ---------------- |
| András Haklits     | Släggkastning  | 70.61 | 30        | Gick inte vidare | Gick inte vidare |
| Ivan Horvat        | Stavhopp       | 5.35  | 20        | Gick inte vidare | Gick inte vidare |
| Martin Marić       | Diskuskastning | 62.87 | 17        | Gick inte vidare | Gick inte vidare |
| Nedžad Mulabegović | Kulstötning    | 19.86 | 18        | Gick inte vidare | Gick inte vidare |
| Roland Varga       | Diskuskastning | 58.17 | 36        | Gick inte vidare | Gick inte vidare |

Damer
Bana och väg
| Idrottare       | Event      | Heat     | Heat      | Semifinal        | Semifinal        | Final            | Final            |
| Idrottare       | Event      | Resultat | Placering | Resultat         | Placering        | Resultat         | Placering        |
| --------------- | ---------- | -------- | --------- | ---------------- | ---------------- | ---------------- | ---------------- |
| Nikolina Horvat | 400 m häck | 58.49    | 8         | Gick inte vidare | Gick inte vidare | Gick inte vidare | Gick inte vidare |
| Lisa Stublić    | Maraton    | i.u.     | i.u.      | i.u.             | i.u.             | 2:34:03          | 52               |

Fältgrenar
| Idrottare       | Gren           | Kval  | Kval      | Final            | Final            |
| Idrottare       | Gren           | Längd | Placering | Längd            | Placering        |
| --------------- | -------------- | ----- | --------- | ---------------- | ---------------- |
| Sandra Perković | Diskuskastning | 65.74 | 3 Q       | 69.11 NR         | 1                |
| Ana Šimić       | Höjdhopp       | 1.80  | 29        | Gick inte vidare | Gick inte vidare |

## Fäktning
- Huvudartikel: Fäktning vid olympiska sommarspelen 2012

Herrar
| Idrottare       | Gren                  | Omgång 1            | Omgång 2          | Omgång 3          | Kvartsfinal       | Semifinal         | Final / BM        | Final / BM       |
| Idrottare       | Gren                  | Motståndare Poäng   | Motståndare Poäng | Motståndare Poäng | Motståndare Poäng | Motståndare Poäng | Motståndare Poäng | Placering        |
| --------------- | --------------------- | ------------------- | ----------------- | ----------------- | ----------------- | ----------------- | ----------------- | ---------------- |
| Bojan Jovanović | Florett, individuellt | Gomez (MEX) L 14–15 | Gick inte vidare  | Gick inte vidare  | Gick inte vidare  | Gick inte vidare  | Gick inte vidare  | Gick inte vidare |

## Gymnastik
- Huvudartikel: Gymnastik vid olympiska sommarspelen 2012

### Artistisk
Herrar
| Idrottare | Gren      | Kval    | Kval    | Kval    | Kval    | Kval    | Kval    | Kval   | Kval      | Final            | Final            | Final            | Final            | Final            | Final            | Final            | Final            |
| Idrottare | Gren      | Redskap | Redskap | Redskap | Redskap | Redskap | Redskap | Totalt | Placering | Redskap          | Redskap          | Redskap          | Redskap          | Redskap          | Redskap          | Totalt           | Placering        |
| Idrottare | Gren      | F       | PH      | R       | V       | PB      | HB      | Totalt | Placering | F                | PH               | R                | V                | PB               | HB               | Totalt           | Placering        |
| --------- | --------- | ------- | ------- | ------- | ------- | ------- | ------- | ------ | --------- | ---------------- | ---------------- | ---------------- | ---------------- | ---------------- | ---------------- | ---------------- | ---------------- |
| Filip Ude | Bygelhäst | i.u.    | 13.933  | i.u.    | i.u.    | i.u.    | i.u.    | 13.933 | 32        | Gick inte vidare | Gick inte vidare | Gick inte vidare | Gick inte vidare | Gick inte vidare | Gick inte vidare | Gick inte vidare | Gick inte vidare |

Damer
| Idrottare  | Gren     | Kval    | Kval    | Kval    | Kval    | Kval   | Kval      | Final            | Final            | Final            | Final            | Final            | Final            |
| Idrottare  | Gren     | Redskap | Redskap | Redskap | Redskap | Totalt | Placering | Redskap          | Redskap          | Redskap          | Redskap          | Totalt           | Placering        |
| Idrottare  | Gren     | F       | V       | UB      | BB      | Totalt | Placering | F                | V                | UB               | BB               | Totalt           | Placering        |
| ---------- | -------- | ------- | ------- | ------- | ------- | ------ | --------- | ---------------- | ---------------- | ---------------- | ---------------- | ---------------- | ---------------- |
| Tina Erceg | Mångkamp | 13.466  | 13.500  | 12.833  | 12.266  | 52.065 | 40        | Gick inte vidare | Gick inte vidare | Gick inte vidare | Gick inte vidare | Gick inte vidare | Gick inte vidare |

## Handboll
- Huvudartikel: Handboll vid olympiska sommarspelen 2012

Damer
| \| \| Pos. \| Namn \| Ålder \| \| Klubb \| \| -- \| ---- \| ----------------------------- \| ------------------ \| \| ------------------- \| \| 1 \| GK \| Jelena Grubišić (CRO) \| 25 år (1987-01-20) \| \| RK Krim \| \| 2 \| CB \| Miranda Tatari (CRO) \| 28 år (1983-09-20) \| \| Podravka Koprivnica \| \| 5 \| LW \| Dijana Jovetić (CRO) \| 28 år (1984-05-21) \| \| ŽRK Budućnost \| \| 6 \| P \| Andrea Šerić (CRO) \| 26 år (1985-08-03) \| \| RK Krim \| \| 8 \| LW \| Anita Gaće (CRO) \| 29 år (1983-04-14) \| \| Podravka Koprivnica \| \| 10 \| RW \| Nikica Pušić-Koroljević (CRO) \| 29 år (1983-03-19) \| \| Podravka Koprivnica \| \| 13 \| LB \| Lidija Horvat (CRO) \| 30 år (1982-05-05) \| \| Podravka Koprivnica \| \| 14 \| RB \| Kristina Franić (CRO) \| 25 år (1987-05-22) \| \| RK Krim \| \| 15 \| RB \| Andrea Penezić (CRO) \| 26 år (1985-11-13) \| \| RK Krim \| \| 16 \| GK \| Ivana Jelčić (CRO) \| 32 år (1980-03-16) \| \| Podravka Koprivnica \| \| 18 \| CB \| Ivana Lovrić (CRO) \| 27 år (1984-09-01) \| \| RK Samobor \| \| 19 \| RW \| Maja Zebić (CRO) \| 30 år (1982-05-31) \| \| SD Itxako \| \| 20 \| P \| Vesna Milanović-Litre (CRO) \| 26 år (1986-05-30) \| \| Podravka Koprivnica \| \| 29 \| RB \| Sonja Bašić (CRO) \| 24 år (1987-11-26) \| \| Lokomotiva Zagreb \| | Förbundskapten: Vladimir Canjuga                                                                                  |                               |                    |            |                     |
| \| \| Pos. \| Namn \| Ålder \| \| Klubb \| \| -- \| ---- \| ----------------------------- \| ------------------ \| \| ------------------- \| \| 1 \| GK \| Jelena Grubišić (CRO) \| 25 år (1987-01-20) \| \| RK Krim \| \| 2 \| CB \| Miranda Tatari (CRO) \| 28 år (1983-09-20) \| \| Podravka Koprivnica \| \| 5 \| LW \| Dijana Jovetić (CRO) \| 28 år (1984-05-21) \| \| ŽRK Budućnost \| \| 6 \| P \| Andrea Šerić (CRO) \| 26 år (1985-08-03) \| \| RK Krim \| \| 8 \| LW \| Anita Gaće (CRO) \| 29 år (1983-04-14) \| \| Podravka Koprivnica \| \| 10 \| RW \| Nikica Pušić-Koroljević (CRO) \| 29 år (1983-03-19) \| \| Podravka Koprivnica \| \| 13 \| LB \| Lidija Horvat (CRO) \| 30 år (1982-05-05) \| \| Podravka Koprivnica \| \| 14 \| RB \| Kristina Franić (CRO) \| 25 år (1987-05-22) \| \| RK Krim \| \| 15 \| RB \| Andrea Penezić (CRO) \| 26 år (1985-11-13) \| \| RK Krim \| \| 16 \| GK \| Ivana Jelčić (CRO) \| 32 år (1980-03-16) \| \| Podravka Koprivnica \| \| 18 \| CB \| Ivana Lovrić (CRO) \| 27 år (1984-09-01) \| \| RK Samobor \| \| 19 \| RW \| Maja Zebić (CRO) \| 30 år (1982-05-31) \| \| SD Itxako \| \| 20 \| P \| Vesna Milanović-Litre (CRO) \| 26 år (1986-05-30) \| \| Podravka Koprivnica \| \| 29 \| RB \| Sonja Bašić (CRO) \| 24 år (1987-11-26) \| \| Lokomotiva Zagreb \| | Positioner: MV - Målvakt VS - Vänstersexa VN - Vänsternia MS - Mittsexa MN - Mittnia HS - Högersexa HN - Högernia |                               |                    |            |                     |
| \| \| Pos. \| Namn \| Ålder \| \| Klubb \| \| -- \| ---- \| ----------------------------- \| ------------------ \| \| ------------------- \| \| 1 \| GK \| Jelena Grubišić (CRO) \| 25 år (1987-01-20) \| \| RK Krim \| \| 2 \| CB \| Miranda Tatari (CRO) \| 28 år (1983-09-20) \| \| Podravka Koprivnica \| \| 5 \| LW \| Dijana Jovetić (CRO) \| 28 år (1984-05-21) \| \| ŽRK Budućnost \| \| 6 \| P \| Andrea Šerić (CRO) \| 26 år (1985-08-03) \| \| RK Krim \| \| 8 \| LW \| Anita Gaće (CRO) \| 29 år (1983-04-14) \| \| Podravka Koprivnica \| \| 10 \| RW \| Nikica Pušić-Koroljević (CRO) \| 29 år (1983-03-19) \| \| Podravka Koprivnica \| \| 13 \| LB \| Lidija Horvat (CRO) \| 30 år (1982-05-05) \| \| Podravka Koprivnica \| \| 14 \| RB \| Kristina Franić (CRO) \| 25 år (1987-05-22) \| \| RK Krim \| \| 15 \| RB \| Andrea Penezić (CRO) \| 26 år (1985-11-13) \| \| RK Krim \| \| 16 \| GK \| Ivana Jelčić (CRO) \| 32 år (1980-03-16) \| \| Podravka Koprivnica \| \| 18 \| CB \| Ivana Lovrić (CRO) \| 27 år (1984-09-01) \| \| RK Samobor \| \| 19 \| RW \| Maja Zebić (CRO) \| 30 år (1982-05-31) \| \| SD Itxako \| \| 20 \| P \| Vesna Milanović-Litre (CRO) \| 26 år (1986-05-30) \| \| Podravka Koprivnica \| \| 29 \| RB \| Sonja Bašić (CRO) \| 24 år (1987-11-26) \| \| Lokomotiva Zagreb \| | Spelarnas åldrar och klubb per 27 juli 2012.                                                                      |                               |                    |            |                     |
| | Pos. | Namn                          | Ålder              |            | Klubb               |
| 1 | GK | Jelena Grubišić (CRO)         | 25 år (1987-01-20) | Slovenien  | RK Krim             |
| 2 | CB | Miranda Tatari (CRO)          | 28 år (1983-09-20) | Kroatien   | Podravka Koprivnica |
| 5 | LW | Dijana Jovetić (CRO)          | 28 år (1984-05-21) | Montenegro | ŽRK Budućnost       |
| 6 | P | Andrea Šerić (CRO)            | 26 år (1985-08-03) | Slovenien  | RK Krim             |
| 8 | LW | Anita Gaće (CRO)              | 29 år (1983-04-14) | Kroatien   | Podravka Koprivnica |
| 10 | RW | Nikica Pušić-Koroljević (CRO) | 29 år (1983-03-19) | Kroatien   | Podravka Koprivnica |
| 13 | LB | Lidija Horvat (CRO)           | 30 år (1982-05-05) | Kroatien   | Podravka Koprivnica |
| 14 | RB | Kristina Franić (CRO)         | 25 år (1987-05-22) | Slovenien  | RK Krim             |
| 15 | RB | Andrea Penezić (CRO)          | 26 år (1985-11-13) | Slovenien  | RK Krim             |
| 16 | GK | Ivana Jelčić (CRO)            | 32 år (1980-03-16) | Kroatien   | Podravka Koprivnica |
| 18 | CB | Ivana Lovrić (CRO)            | 27 år (1984-09-01) | Kroatien   | RK Samobor          |
| 19 | RW | Maja Zebić (CRO)              | 30 år (1982-05-31) | Spanien    | SD Itxako           |
| 20 | P | Vesna Milanović-Litre (CRO)   | 26 år (1986-05-30) | Kroatien   | Podravka Koprivnica |
| 29 | RB | Sonja Bašić (CRO)             | 24 år (1987-11-26) | Kroatien   | Lokomotiva Zagreb   |

Gruppspel
| Lag            | S | V | O | F | GM  | IM  | MS  | P |
| -------------- | - | - | - | - | --- | --- | --- | - |
| Brasilien      | 5 | 4 | 0 | 1 | 137 | 122 | +15 | 8 |
| Kroatien       | 5 | 4 | 0 | 1 | 145 | 115 | +30 | 8 |
| Ryssland       | 5 | 3 | 1 | 1 | 151 | 125 | +26 | 7 |
| Montenegro     | 5 | 2 | 1 | 2 | 137 | 122 | +15 | 5 |
| Angola         | 5 | 1 | 0 | 4 | 132 | 142 | −10 | 2 |
| Storbritannien | 5 | 0 | 0 | 5 | 91  | 166 | −75 | 0 |

|       | 28 juli 2012 | Kroatien                     | 23 – 24  | Brasilien                           | Copper Box, London                     |                                        |
| 14:30 | 14:30        | Jovetic 6, Zebic 5, Franic 4 | (10 – 9) | Nascimento 5, Amorim 5, Cavaleiro 4 | Domare: Bonaventura, Bonaventura (FRA) | Domare: Bonaventura, Bonaventura (FRA) |
| 14:30 | 14:30        |                              |          |                                     | Domare: Bonaventura, Bonaventura (FRA) | Domare: Bonaventura, Bonaventura (FRA) |
| 14:30 | 14:30        |                              |          |                                     | Domare: Bonaventura, Bonaventura (FRA) | Domare: Bonaventura, Bonaventura (FRA) |

|       | 30 juli 2012 | Angola | 23–28 | Kroatien | Copper Box, London |  |
| 09:30 |              |        |       |          |                    |  |
|       |              |        |       |          |                    |  |
|       |              |        |       |          |                    |  |

|       | 1 augusti 2012 | Ryssland | 28–30 | Kroatien | Copper Box, London |  |
| 21:15 |                |          |       |          |                    |  |
|       |                |          |       |          |                    |  |
|       |                |          |       |          |                    |  |

|       | 3 augusti 2012 | Kroatien | 27–26 | Montenegro | Copper Box, London |  |
| 14:30 |                |          |       |            |                    |  |
|       |                |          |       |            |                    |  |
|       |                |          |       |            |                    |  |

|       | 5 augusti 2012 | Kroatien | 37–14 | Storbritannien | Copper Box, London |  |
| 16:15 |                |          |       |                |                    |  |
|       |                |          |       |                |                    |  |
|       |                |          |       |                |                    |  |

Slutspel
|  | Kvartsfinal | Kvartsfinal | Kvartsfinal |    |    | Semifinal | Semifinal | Semifinal |            |            | Final      | Final          | Final |
|  |             |             |             |    |    |           |           |           |            |            |            |                |       |
|  | A1          | Brasilien   | 19          |    |    |           |           |           |            |            |            |                |       |
|  |             |             | 19          |    |    |           |           |           |            |            |            |                |       |
|  | B4          | Norge       | 21          |    |    |           |           |           |            |            |            |                |       |
|  | B4          | Norge       | 21          |    |    | Norge     | 31        |           |            |            |            |                |       |
|  |             |             |             |    |    | Norge     | 31        |           |            |            |            |                |       |
|  |             |             | Sydkorea    | 25 |    |           |           |           |            |            |            |                |       |
|  | A3          | Ryssland    | Sydkorea    | 25 | 23 |           |           |           |            |            |            |                |       |
|  | A3          | Ryssland    |             |    | 23 |           |           |           |            |            |            |                |       |
|  | B2          | Sydkorea    | 24          |    |    |           |           |           |            |            |            |                |       |
|  |             |             |             |    |    |           |           |           |            |            | Norge      | 26             |       |
|  |             |             |             |    |    |           |           |           |            |            | Montenegro | 23             |       |
|  | A2          | Kroatien    | 22          |    |    |           |           |           |            |            |            |                |       |
|  | A2          | Kroatien    | 22          |    |    |           |           |           |            |            |            |                |       |
|  | B3          | Spanien     | 25          |    |    |           |           |           |            |            |            |                |       |
|  | B3          | Spanien     | 25          |    |    | Spanien   | 26        |           | Bronsmatch | Bronsmatch | Bronsmatch |                |       |
|  |             |             |             |    |    | Spanien   | 26        |           | Bronsmatch | Bronsmatch | Bronsmatch |                |       |
|  |             |             | Montenegro  | 27 |    |           |           |           |            |            |            |                |       |
|  | A4          | Montenegro  | Montenegro  | 27 | 23 |           |           | Sydkorea  | 29         |            |            |                |       |
|  | A4          | Montenegro  |             |    | 23 |           |           | Sydkorea  | 29         |            |            |                |       |
|  | B1          | Frankrike   | 22          |    |    |           |           |           |            |            |            | Spanien (e fl) | 31    |
|  |             |             |             |    |    |           |           |           |            |            |            |                |       |

Herrar
| \| \| Pos. \| Namn \| Ålder \| \| Klubb \| \| -- \| ---- \| ----------------------- \| ------------------ \| \| ------------------------ \| \| 1 \| MV \| Venio Losert (CRO) \| 36 år (1976-07-25) \| \| CB Ademar León \| \| 25 \| MV \| Mirko Alilović (CRO) \| 26 år (1985-09-15) \| \| MKB Veszprém KC \| \| 4 \| MN \| Ivano Balić (CRO) \| 33 år (1979-04-01) \| \| RK Zagreb \| \| 5 \| MN \| Domagoj Duvnjak (CRO) \| 24 år (1988-06-01) \| \| HSV Hamburg \| \| 6 \| VN \| Blaženko Lacković (CRO) \| 31 år (1980-12-25) \| \| HSV Hamburg \| \| 8 \| HN \| Marko Kopljar (CRO) \| 26 år (1986-02-12) \| \| RK Zagreb \| \| 9 \| MS \| Igor Vori (CRO) \| 31 år (1980-09-20) \| \| HSV Hamburg \| \| 10 \| VN \| Jakov Gojun (CRO) \| 26 år (1986-04-18) \| \| RK Zagreb \| \| 13 \| HS \| Zlatko Horvat (CRO) \| 27 år (1984-09-25) \| \| RK Zagreb \| \| 14 \| VN \| Drago Vuković (CRO) \| 28 år (1983-08-03) \| \| TuS Nettelstedt-Lübbecke \| \| 21 \| HN \| Denis Buntic (CRO) \| 29 år (1982-10-13) \| \| KS Vive Targi Kielce \| \| 26 \| VN \| Manuel Strlek (CRO) \| 23 år (1988-12-01) \| \| RK Zagreb \| \| 27 \| HN \| Ivan Čupić (CRO) \| 26 år (1986-03-27) \| \| KS Vive Targi Kielce \| \| 29 \| VN \| Ivan Nincevic (CRO) \| 30 år (1981-10-27) \| \| Füchse Berlin \| | Förbundskapten: Slavko Goluža                                                                                     |                         |                    |          |                          |
| \| \| Pos. \| Namn \| Ålder \| \| Klubb \| \| -- \| ---- \| ----------------------- \| ------------------ \| \| ------------------------ \| \| 1 \| MV \| Venio Losert (CRO) \| 36 år (1976-07-25) \| \| CB Ademar León \| \| 25 \| MV \| Mirko Alilović (CRO) \| 26 år (1985-09-15) \| \| MKB Veszprém KC \| \| 4 \| MN \| Ivano Balić (CRO) \| 33 år (1979-04-01) \| \| RK Zagreb \| \| 5 \| MN \| Domagoj Duvnjak (CRO) \| 24 år (1988-06-01) \| \| HSV Hamburg \| \| 6 \| VN \| Blaženko Lacković (CRO) \| 31 år (1980-12-25) \| \| HSV Hamburg \| \| 8 \| HN \| Marko Kopljar (CRO) \| 26 år (1986-02-12) \| \| RK Zagreb \| \| 9 \| MS \| Igor Vori (CRO) \| 31 år (1980-09-20) \| \| HSV Hamburg \| \| 10 \| VN \| Jakov Gojun (CRO) \| 26 år (1986-04-18) \| \| RK Zagreb \| \| 13 \| HS \| Zlatko Horvat (CRO) \| 27 år (1984-09-25) \| \| RK Zagreb \| \| 14 \| VN \| Drago Vuković (CRO) \| 28 år (1983-08-03) \| \| TuS Nettelstedt-Lübbecke \| \| 21 \| HN \| Denis Buntic (CRO) \| 29 år (1982-10-13) \| \| KS Vive Targi Kielce \| \| 26 \| VN \| Manuel Strlek (CRO) \| 23 år (1988-12-01) \| \| RK Zagreb \| \| 27 \| HN \| Ivan Čupić (CRO) \| 26 år (1986-03-27) \| \| KS Vive Targi Kielce \| \| 29 \| VN \| Ivan Nincevic (CRO) \| 30 år (1981-10-27) \| \| Füchse Berlin \| | Positioner: MV - Målvakt VS - Vänstersexa VN - Vänsternia MS - Mittsexa MN - Mittnia HS - Högersexa HN - Högernia |                         |                    |          |                          |
| \| \| Pos. \| Namn \| Ålder \| \| Klubb \| \| -- \| ---- \| ----------------------- \| ------------------ \| \| ------------------------ \| \| 1 \| MV \| Venio Losert (CRO) \| 36 år (1976-07-25) \| \| CB Ademar León \| \| 25 \| MV \| Mirko Alilović (CRO) \| 26 år (1985-09-15) \| \| MKB Veszprém KC \| \| 4 \| MN \| Ivano Balić (CRO) \| 33 år (1979-04-01) \| \| RK Zagreb \| \| 5 \| MN \| Domagoj Duvnjak (CRO) \| 24 år (1988-06-01) \| \| HSV Hamburg \| \| 6 \| VN \| Blaženko Lacković (CRO) \| 31 år (1980-12-25) \| \| HSV Hamburg \| \| 8 \| HN \| Marko Kopljar (CRO) \| 26 år (1986-02-12) \| \| RK Zagreb \| \| 9 \| MS \| Igor Vori (CRO) \| 31 år (1980-09-20) \| \| HSV Hamburg \| \| 10 \| VN \| Jakov Gojun (CRO) \| 26 år (1986-04-18) \| \| RK Zagreb \| \| 13 \| HS \| Zlatko Horvat (CRO) \| 27 år (1984-09-25) \| \| RK Zagreb \| \| 14 \| VN \| Drago Vuković (CRO) \| 28 år (1983-08-03) \| \| TuS Nettelstedt-Lübbecke \| \| 21 \| HN \| Denis Buntic (CRO) \| 29 år (1982-10-13) \| \| KS Vive Targi Kielce \| \| 26 \| VN \| Manuel Strlek (CRO) \| 23 år (1988-12-01) \| \| RK Zagreb \| \| 27 \| HN \| Ivan Čupić (CRO) \| 26 år (1986-03-27) \| \| KS Vive Targi Kielce \| \| 29 \| VN \| Ivan Nincevic (CRO) \| 30 år (1981-10-27) \| \| Füchse Berlin \| | Spelarnas åldrar och klubb per 27 juli 2012.                                                                      |                         |                    |          |                          |
| | Pos. | Namn                    | Ålder              |          | Klubb                    |
| 1 | MV | Venio Losert (CRO)      | 36 år (1976-07-25) | Spanien  | CB Ademar León           |
| 25 | MV | Mirko Alilović (CRO)    | 26 år (1985-09-15) | Ungern   | MKB Veszprém KC          |
| 4 | MN | Ivano Balić (CRO)       | 33 år (1979-04-01) | Kroatien | RK Zagreb                |
| 5 | MN | Domagoj Duvnjak (CRO)   | 24 år (1988-06-01) | Tyskland | HSV Hamburg              |
| 6 | VN | Blaženko Lacković (CRO) | 31 år (1980-12-25) | Tyskland | HSV Hamburg              |
| 8 | HN | Marko Kopljar (CRO)     | 26 år (1986-02-12) | Kroatien | RK Zagreb                |
| 9 | MS | Igor Vori (CRO)         | 31 år (1980-09-20) | Tyskland | HSV Hamburg              |
| 10 | VN | Jakov Gojun (CRO)       | 26 år (1986-04-18) | Kroatien | RK Zagreb                |
| 13 | HS | Zlatko Horvat (CRO)     | 27 år (1984-09-25) | Kroatien | RK Zagreb                |
| 14 | VN | Drago Vuković (CRO)     | 28 år (1983-08-03) | Tyskland | TuS Nettelstedt-Lübbecke |
| 21 | HN | Denis Buntic (CRO)      | 29 år (1982-10-13) | Polen    | KS Vive Targi Kielce     |
| 26 | VN | Manuel Strlek (CRO)     | 23 år (1988-12-01) | Kroatien | RK Zagreb                |
| 27 | HN | Ivan Čupić (CRO)        | 26 år (1986-03-27) | Polen    | KS Vive Targi Kielce     |
| 29 | VN | Ivan Nincevic (CRO)     | 30 år (1981-10-27) | Tyskland | Füchse Berlin            |

Gruppspel
| Lag      | S | V | O | F | GM  | IM  | MS  | P  |
| -------- | - | - | - | - | --- | --- | --- | -- |
| Kroatien | 5 | 5 | 0 | 0 | 150 | 109 | +41 | 10 |
| Danmark  | 5 | 4 | 0 | 1 | 124 | 129 | −5  | 8  |
| Spanien  | 5 | 3 | 0 | 2 | 140 | 126 | +14 | 6  |
| Ungern   | 5 | 2 | 0 | 3 | 114 | 128 | −14 | 4  |
| Serbien  | 5 | 1 | 0 | 4 | 120 | 131 | −11 | 2  |
| Sydkorea | 5 | 0 | 0 | 5 | 115 | 140 | −25 | 0  |

|  | 29 juli | Kroatien | 31 – 21 | Sydkorea | Copper Box, London |  |
|  |         |          |         |          |                    |  |
|  |         |          |         |          |                    |  |

|  | 31 juli | Serbien | 23 – 31 | Kroatien | Copper Box, London |  |
|  |         |         |         |          |                    |  |
|  |         |         |         |          |                    |  |

|  | 2 augusti | Kroatien | 26 – 19 | Ungern | Copper Box, London |  |
|  |           |          |         |        |                    |  |
|  |           |          |         |        |                    |  |

|  | 4 augusti | Kroatien | 32 – 21 | Danmark | Copper Box, London |  |
|  |           |          |         |         |                    |  |
|  |           |          |         |         |                    |  |

|  | 6 augusti | Spanien | 25 – 30 | Kroatien | Copper Box, London |  |
|  |           |         |         |          |                    |  |
|  |           |         |         |          |                    |  |

Slutspel
|  | Kvartsfinal | Kvartsfinal | Kvartsfinal |    |          | Semifinal | Semifinal | Semifinal |            |            | Final      | Final    | Final |
|  |             |             |             |    |          |           |           |           |            |            |            |          |       |
|  | A1          | Island      | 33          |    |          |           |           |           |            |            |            |          |       |
|  |             |             | 33          |    |          |           |           |           |            |            |            |          |       |
|  | B4          | Ungern      | 34          |    |          |           |           |           |            |            |            |          |       |
|  | B4          | Ungern      | 34          |    | B4       | Ungern    | 26        |           |            |            |            |          |       |
|  |             |             |             |    | B4       | Ungern    | 26        |           |            |            |            |          |       |
|  |             | A3          | Sverige     | 27 |          |           |           |           |            |            |            |          |       |
|  | A3          | A3          | Sverige     | 27 | Sverige  | 24        |           |           |            |            |            |          |       |
|  | A3          |             |             |    | Sverige  | 24        |           |           |            |            |            |          |       |
|  | B2          | Danmark     | 22          |    |          |           |           |           |            |            |            |          |       |
|  |             |             |             |    |          |           |           |           |            | A3         | Sverige    | 21       |       |
|  |             |             |             |    |          |           |           |           |            | A2         | Frankrike  | 22       |       |
|  | B3          | Spanien     | 22          |    |          |           |           |           |            |            |            |          |       |
|  | B3          | Spanien     | 22          |    |          |           |           |           |            |            |            |          |       |
|  | A2          | Frankrike   | 23          |    |          |           |           |           |            |            |            |          |       |
|  | A2          | Frankrike   | 23          |    | A2       | Frankrike | 25        |           | Bronsmatch | Bronsmatch | Bronsmatch |          |       |
|  |             |             |             |    | A2       | Frankrike | 25        |           | Bronsmatch | Bronsmatch | Bronsmatch |          |       |
|  |             | B1          | Kroatien    | 22 |          |           |           |           |            |            |            |          |       |
|  | B1          | B1          | Kroatien    | 22 | Kroatien | 25        |           | B4        | Ungern     | 26         |            |          |       |
|  | B1          |             |             |    | Kroatien | 25        |           | B4        | Ungern     | 26         |            |          |       |
|  | A4          | Tunisien    | 23          |    |          |           |           |           |            |            | B1         | Kroatien | 33    |
|  |             |             |             |    |          |           |           |           |            |            |            |          |       |

## Judo
| Idrottare            | Gren                     | 32-delsfinal         | Sextondelsfinal                 | Åttondelsfinal         | Kvartsfinal          | Semifinal            | Återkval             | Bronsmatch           | Final                | Final            |
| Idrottare            | Gren                     | Motståndare Resultat | Motståndare Resultat            | Motståndare Resultat   | Motståndare Resultat | Motståndare Resultat | Motståndare Resultat | Motståndare Resultat | Motståndare Resultat | Placering        |
| -------------------- | ------------------------ | -------------------- | ------------------------------- | ---------------------- | -------------------- | -------------------- | -------------------- | -------------------- | -------------------- | ---------------- |
| Tomislav Marijanović | Halv mellanvikt (-81 kg) | BYE                  | Tchrikishvili (GEO) L 0001–0010 | Gick inte vidare       | Gick inte vidare     | Gick inte vidare     | Gick inte vidare     | Gick inte vidare     | Gick inte vidare     | Gick inte vidare |
| Marijana Mišković    | Halv mellanvikt (-63 kg) | i.u.                 | BYE                             | Ueno (JPN) L 0000–0001 | Gick inte vidare     | Gick inte vidare     | Gick inte vidare     | Gick inte vidare     | Gick inte vidare     | Gick inte vidare |

## Kanotsport
Slalom
| Kanotist    | Gren                | Omgång 1 | Omgång 1  | Omgång 1 | Omgång 1  | Omgång 1 | Omgång 1  | Semifinal        | Semifinal        | Final            | Final            |
| Kanotist    | Gren                | Omgång 1 | Placering | Omgång 2 | Placering | Bästa    | Placering | Tid              | Placering        | Tid              | Placering        |
| ----------- | ------------------- | -------- | --------- | -------- | --------- | -------- | --------- | ---------------- | ---------------- | ---------------- | ---------------- |
| Dinko Mulić | Herrarnas K1 slalom | 293.58   | 22        | 143.28   | 20        | 143.28   | 22        | Gick inte vidare | Gick inte vidare | Gick inte vidare | Gick inte vidare |

## Rodd
Herrar
| Idrottare                                               | Gren          | Heat    | Heat      | Återkval | Återkval  | Kvartsfinal | Kvartsfinal | Semifinal | Semifinal | Final   | Final     | Final |
| Idrottare                                               | Gren          | Tid     | Placering | Tid      | Placering | Tid         | Placering   | Tid       | Placering | Tid     | Placering |       |
| ------------------------------------------------------- | ------------- | ------- | --------- | -------- | --------- | ----------- | ----------- | --------- | --------- | ------- | --------- | ----- |
| Mario Vekić                                             | Singelsculler | 7:02,63 | 2 QF      | BYE      | BYE       | 7:05,78     | 4 SC/D      | 7:33,51   | 1 FC      | 7:27,60 | 15        |       |
| Damir Martin David Šain Martin Sinković Valent Sinković | Scullerfyra   | 5:09,38 | 1 SA/B    | BYE      | BYE       | i.u.        | i.u.        | 6:03,39   | 1 FA      | 5:44,78 | 2         |       |

## Segling
Herrar
| Seglare                          | Gren      | Lopp | Lopp | Lopp | Lopp | Lopp | Lopp | Lopp | Lopp | Lopp | Lopp | Lopp | Lopp | Lopp | Lopp | Lopp | Lopp | Summerad poäng | Finalplacering |
| Seglare                          | Gren      | 1    | 2    | 3    | 4    | 5    | 6    | 7    | 8    | 9    | 10   | 11   | 12   | 13   | 14   | 15   | M*   | Summerad poäng | Finalplacering |
| -------------------------------- | --------- | ---- | ---- | ---- | ---- | ---- | ---- | ---- | ---- | ---- | ---- | ---- | ---- | ---- | ---- | ---- | ---- | -------------- | -------------- |
| Luka Mratović                    | RS:X      | 24   | 19   | 26   | 20   | 22   | 11   | 14   | 16   | 18   | 36   | i.u. | i.u. | i.u. | i.u. | i.u. | EL   | 170            | 21             |
| Tonči Stipanović                 | Laser     | 5    | 6    | 20   | 4    | 3    | 1    | 8    | 13   | 6    | 15   | i.u. | i.u. | i.u. | i.u. | i.u. | 16   | 77             | 4              |
| Ivan Kljaković Gašpić            | Finnjolle | 3    | 3    | 7    | 9    | 5    | 6    | 3    | 7    | 4    | 10   | i.u. | i.u. | i.u. | i.u. | i.u. | 8    | 55             | 5              |
| Šime Fantela Igor Marenić        | 470       | DSQ  | 13   | 9    | 10   | 8    | 5    | 15   | 1    | 2    | 22   | i.u. | i.u. | i.u. | i.u. | i.u. | 2    | 87             | 6              |
| Petar Cupać Pavle Kostov         | 49er      | 13   | 17   | 8    | 15   | 13   | 14   | 17   | 4    | 19   | 15   | 17   | 3    | 14   | 12   | 19   | EL   | 181            | 17             |
| Dan Lovrović Marin Lovrović, Jr. | Starbåt   | 8    | 12   | 16   | 15   | 14   | 13   | 14   | 15   | 12   | 15   | i.u. | i.u. | i.u. | i.u. | i.u. | EL   | 116            | 16             |

M = Medaljlopp; EL = Eliminerad – gick inte vidare till medaljloppet;
Damer
| Seglare                    | Gren         | Lopp | Lopp | Lopp | Lopp | Lopp | Lopp | Lopp | Lopp | Lopp | Lopp | Lopp | Summerad poäng | Finalplacering |
| Seglare                    | Gren         | 1    | 2    | 3    | 4    | 5    | 6    | 7    | 8    | 9    | 10   | M*   | Summerad poäng | Finalplacering |
| -------------------------- | ------------ | ---- | ---- | ---- | ---- | ---- | ---- | ---- | ---- | ---- | ---- | ---- | -------------- | -------------- |
| Tina Mihelić               | Laser radial | 14   | 12   | 22   | 25   | 17   | 25   | 14   | 13   | 14   | 17   | EL   | 148            | 17             |
| Enia Ninčević Romana Župan | 470          | 4    | 16   | 13   | 11   | 20   | 11   | 8    | 20   | 19   | 14   | EL   | 115            | 17             |

M = Medaljlopp; EL = Eliminerad – gick inte vidare till medaljloppet;

## Taekwondo
| Idrottare        | Gren            | Åttondelsfinaler      | Kvartsfinaler        | Semifinaer           | Återkval             | Bronsmatch              | Final                | Final            |
| Idrottare        | Gren            | Motståndare Resultat  | Motståndare Resultat | Motståndare Resultat | Motståndare Resultat | Motståndare Resultat    | Motståndare Resultat | Placering        |
| ---------------- | --------------- | --------------------- | -------------------- | -------------------- | -------------------- | ----------------------- | -------------------- | ---------------- |
| Lucija Zaninović | Damernas −49 kg | Kang (CAF) W 14–0 PTG | López (ARG) W 13–4   | Wu Jy (CHN) L 7–19   | Bye                  | Alegría (MEX) W 1–0 SDP | Gick inte vidare     | 3                |
| Ana Zaninović    | Damernas −57 kg | Hamada (JPN) L 11–14  | Gick inte vidare     | Gick inte vidare     | Gick inte vidare     | Gick inte vidare        | Gick inte vidare     | Gick inte vidare |

## Tennis
| Spelare                | Gren       | Omgång 1                                        | Omgång 2                                        | Åttondelsfinaler                                | Kvartsfinaler                                   | Semifinaler                                     | Final / BM                                      | Final / BM                                      |
| Spelare                | Gren       | Motståndare Poäng                               | Motståndare Poäng                               | Motståndare Poäng                               | Motståndare Poäng                               | Motståndare Poäng                               | Motståndare Poäng                               | Placering                                       |
| ---------------------- | ---------- | ----------------------------------------------- | ----------------------------------------------- | ----------------------------------------------- | ----------------------------------------------- | ----------------------------------------------- | ----------------------------------------------- | ----------------------------------------------- |
| Marin Čilić            | Herrsingel | Melzer (AUT) W 7–6(6–5), 6–2                    | Hewitt (AUS) L 4–6, 5–7                         | Gick inte vidare                                | Gick inte vidare                                | Gick inte vidare                                | Gick inte vidare                                | Gick inte vidare                                |
| Ivan Dodig             | Herrsingel | del Potro (ARG) L 4–6, 1–6                      | Gick inte vidare                                | Gick inte vidare                                | Gick inte vidare                                | Gick inte vidare                                | Gick inte vidare                                | Gick inte vidare                                |
| Ivo Karlović           | Herrsingel | Startade inte på grund av en skada den 26 juli. | Startade inte på grund av en skada den 26 juli. | Startade inte på grund av en skada den 26 juli. | Startade inte på grund av en skada den 26 juli. | Startade inte på grund av en skada den 26 juli. | Startade inte på grund av en skada den 26 juli. | Startade inte på grund av en skada den 26 juli. |
| Marin Čilić Ivan Dodig | Herrdubbel | i.u.                                            | Cabal / Giraldo (COL) W 6–3, 6–4                | Brunström / Lindstedt (SWE) W 6–3, 6–2          | Ferrer / F López (ESP) L 4–6, 4–6               | Gick inte vidare                                | Gick inte vidare                                | Gick inte vidare                                |
| Petra Martić           | Damsingel  | Startade inte på grund av en skada den 27 juli. | Startade inte på grund av en skada den 27 juli. | Startade inte på grund av en skada den 27 juli. | Startade inte på grund av en skada den 27 juli. | Startade inte på grund av en skada den 27 juli. | Startade inte på grund av en skada den 27 juli. | Startade inte på grund av en skada den 27 juli. |